# Xuancheng
Xuancheng is een stadsprefectuur in de oostelijke provincie Anhui, Volksrepubliek China. Xuancheng grenst in het noordwesten aan Wuhu, in het westen aan Chizhou en in het zuidwesten aan Huangshan.